# Zsuzsanna Jakabos
Zsuzsanna Jakabos (Pécs, 3 de abril de 1989) es una deportista húngara que compite en natación y salvamento acuático.
Ganó doce medallas en el Campeonato Europeo de Natación entre los años 2010 y 2024, y once medallas en el Campeonato Europeo de Natación en Piscina Corta entre los años 2005 y 2019.
Participó en cinco Juegos Olímpicos de Verano, entre los años 2004 y 2020, ocupando el sexto lugar en Pekín 2008 (4 × 200 m libre), el séptimo en Londres 2012 (200 m mariposa), el sexto en Río de Janeiro 2016 (4 × 200 m libre) y el séptimo en Tokio 2020 (4 × 200 m libre).
Además, en salvamento acuático consiguió dos medallas en los Juegos Mundiales de 2022.

## Palmarés internacional
| Campeonato Europeo                  | Campeonato Europeo       | Campeonato Europeo | Campeonato Europeo      |
| Año                                 | Lugar                    | Medalla            | Prueba                  |
| ----------------------------------- | ------------------------ | ------------------ | ----------------------- |
| 2010                                | Budapest (Hungría)       | Medalla de plata   | 200 m mariposa          |
| 2010                                | Budapest (Hungría)       | Medalla de bronce  | 400 m estilos           |
| 2012                                | Debrecen (Hungría)       | Medalla de plata   | 200 m mariposa          |
| 2012                                | Debrecen (Hungría)       | Medalla de plata   | 400 m estilos           |
| 2012                                | Debrecen (Hungría)       | Medalla de plata   | 4 × 200 m libre         |
| 2014                                | Berlín (Alemania)        | Medalla de bronce  | 4 × 200 m libre         |
| 2016                                | Londres (Reino Unido)    | Medalla de oro     | 4 × 200 m libre         |
| 2016                                | Londres (Reino Unido)    | Medalla de bronce  | 400 m estilos           |
| 2016                                | Londres (Reino Unido)    | Medalla de bronce  | 4 × 100 m estilos mixto |
| 2021                                | Budapest (Hungría)       | Medalla de plata   | 4 × 200 m libre         |
| 2022                                | Roma (Italia)            | Medalla de plata   | 400 m estilos           |
| 2024                                | Belgrado (Serbia)        | Medalla de bronce  | 400 m estilos           |
| Campeonato Europeo en Piscina Corta |                          |                    |                         |
| Año                                 | Lugar                    | Medalla            | Prueba                  |
| 2005                                | Trieste (Italia)         | Medalla de bronce  | 400 m estilos           |
| 2009                                | Estambul (Turquía)       | Medalla de bronce  | 400 m estilos           |
| 2010                                | Eindhoven (Países Bajos) | Medalla de oro     | 200 m mariposa          |
| 2010                                | Eindhoven (Países Bajos) | Medalla de oro     | 400 m estilos           |
| 2011                                | Szczecin (Polonia)       | Medalla de plata   | 100 m estilos           |
| 2011                                | Szczecin (Polonia)       | Medalla de bronce  | 400 m estilos           |
| 2012                                | Chartres (Francia)       | Medalla de plata   | 100 m estilos           |
| 2012                                | Chartres (Francia)       | Medalla de bronce  | 200 m estilos           |
| 2012                                | Chartres (Francia)       | Medalla de bronce  | 400 m estilos           |
| 2019                                | Glasgow (Reino Unido)    | Medalla de plata   | 400 m estilos           |
| 2019                                | Glasgow (Reino Unido)    | Medalla de bronce  | 200 m mariposa          |